# Samantha Colley
Samantha Colley (Kent, 22 marzo 1989) è un'attrice britannica.

## Biografia
Samantha Colley è nata nel Kent ed è cresciuta nel Devon, in Inghilterra. Ha studiato presso la Oxford School of Drama dal 2011 al 2014, guadagnandosi un diploma in Professional Acting.

## Carriera
Colley ha fatto il suo debutto sul palco nel 2014 come Abigail Williams ne Il crogiuolo presso The Old Vic di Londra. Ha ricevuto recensioni positive ed è stata nominata per il premio Best Supporting Actress WhatsOnStage per la sua performance nello spettacolo a cinque stelle.
Nel 2017 ha interpretato Mileva Marić in Genius, la serie televisiva di dieci puntate di National Geographic e Fox 21 sulla vita e il lavoro di Albert Einstein e Dora Maar nella seconda stagione, incentrata sulla vita di Pablo Picasso.

## Filmografia

### Cinema
- Solo: A Star Wars Story, regia di Ron Howard (2018)

### Televisione
- Il giovane ispettore Morse (Endeavour) – serie TV, episodio 3x04 (2016)
- Victoria – serie TV, 5 episodi (2016-2017)
- Genius – serie TV, 14 episodi (2017-2018)
- Britannia – serie TV, 4 episodi (2019)

## Teatro
- Il crogiuolo – Abigail Williams (2014)
- Far Away – Joan (2014-2015)
- Klippies – Yolandi (2015)